# Bitlis (Provinz)
Bitlis (kurdisch Bedlis; armenisch Բաղէշ) ist eine Provinz im Südosten der Türkei. Sie grenzt im Norden an die Provinz Ağrı, im Westen an Muş, im Süden an Siirt und im Osten an den Vansee und die Provinz Van. Die Provinz bekam ihren Namen von der größten Stadt Bitlis. Daneben gibt es keine anderen bedeutenden Städte.

## Geografie
Bitlis besteht zu 70 % aus Bergen, die in der Regel höher als 2000 m sind. Die höchsten Berge sind der Süphan Dağı (4058 m) an der Grenze zu Ağrı, der Vulkan Nemrut (3050 m) und der Ziyaret Dağı (2540 m).
Neben dem Vansee gibt es noch einen Kratersee auf dem Gipfel des Vulkans Nemrut.

## Verwaltungsgliederung
Die Provinz Bitlis besteht aus sieben Landkreisen (İlçe):
- Ahlat (kurdisch Xelat)
- Adilcevaz (kurdisch Elcewaz)
- Bitlis (kurdisch Bilîs)
- Güroymak (kurdisch Norşin)
- Hizan (kurdisch Vestan)
- Mutki (kurdisch Motki)
- Tatvan (kurdisch Tetwan)

| Kreis- code 1     | Landkreis (İlçe)  | Fläche 2 (km²) | Bevölkerung (2020) 3 | Bevölkerung (2020) 3       | Anzahl der Einheiten   | Anzahl der Einheiten  | Anzahl der Einheiten | Bevölke- rungs- dichte (Ew./km²) | städt. Anteil (in %) | Sex Ratio 4 | Grün- dungs- datum 5, 6 |
| Kreis- code 1     | Landkreis (İlçe)  | Fläche 2 (km²) | Landkreis (İlçe)     | Verwal- tungssitz (Merkez) | Gemein- den (Belediye) | Stadt- viertel (Mah.) | Dörfer (Köy)         | Bevölke- rungs- dichte (Ew./km²) | städt. Anteil (in %) | Sex Ratio 4 | Grün- dungs- datum 5, 6 |
| ----------------- | ----------------- | -------------- | -------------------- | -------------------------- | ---------------------- | --------------------- | -------------------- | -------------------------------- | -------------------- | ----------- | ----------------------- |
| 1106              | Adilcevaz         | 1.586          | 30.530               | 14.894                     | 2                      | 15                    | 28                   | 19,2                             | 55,89                | 953         | 1953                    |
| 1112              | Ahlat             | 1.153          | 41.633               | 26.656                     | 2                      | 15                    | 26                   | 36,1                             | 74,24                | 937         |                         |
| 1798              | Güroymak          | 515            | 48.654               | 25.339                     | 3                      | 28                    | 26                   | 94,5                             | 71,65                | 943         | 1987                    |
| 1394              | Hizan             | 1.021          | 33.345               | 12.114                     | 1                      | 10                    | 75                   | 32,7                             | 36,33                | 953         | 1936                    |
| 1196              | Merkez            | 1.064          | 70.344               | 52.024                     | 2                      | 22                    | 76                   | 66,1                             | 78,37                | 927         | 1935                    |
| 1537              | Mutki             | 1.069          | 31.791               | 2.483                      | 2                      | 11                    | 60                   | 29,7                             | 15,47                | 920         |                         |
| 1669              | Tatvan            | 1.885          | 94.697               | 74.389                     | 1                      | 22                    | 57                   | 50,2                             | 81,01                | 945         | 1936                    |
| PROVINZ 13 Bitlis | PROVINZ 13 Bitlis | 8.294          | 350.994              |                            | 13                     | 123                   | 348                  | 42,3                             | 66,92                | 939         |                         |

### Städte
Die nachfolgende Tabelle zeigt alle Städte (Belediye/Belde) mit ihren Einwohnerzahlen Ende 2020, die keine Kreisstädte waren. Ergänzt wird die Liste durch die dazugehörigen Landkreise, die Anzahl der Stadtviertel (Mahalle) und die zur Kommunalwahl gewählten Bürgermeister (mit Parteizugehörigkeit).

| Stadt     | Kreis     | Einwohner zahl (2020) | Anzahl Mahalle | Bürgermeister (Partei)    |
| --------- | --------- | --------------------- | -------------- | ------------------------- |
| Aydınlar  | Adilcevaz | 2169                  | 7              | Mehmet Arif Tusun (AKP)   |
| Gölbaşı   | Güroymak  | 4775                  | 6              | Mehmet Avunç (DP)         |
| Günkırı   | Güroymak  | 4747                  | 7              | İlhan Çetinsoy (AKP)      |
| Kavakbaşı | Mutki     | 2541                  | 7              | Veysi Oğuz (AKP)          |
| Ovakışla  | Ahlat     | 4253                  | 5              | Abdurrahim Altındal (AKP) |
| Yolalan   | Merkez    | 3106                  | 9              | Kerem Çabuk (AKP)         |

## Bevölkerung

### Ergebnisse der Bevölkerungsfortschreibung
Nachfolgende Tabelle zeigt die jährliche Bevölkerungsentwicklung am Jahresende nach der Fortschreibung durch das 2007 eingeführte adressierbare Einwohnerregister (ADNKS). Außerdem sind die Bevölkerungswachstumsrate und das Geschlechterverhältnis (sex ratio, also Anzahl der Frauen pro 1000 Männer) aufgeführt. Der Zensus von 2011 ermittelte 336.226 Einwohner, das sind ca. 52.000 Einwohner weniger als zum Zensus 2000.
| Jahr  | Bevölkerung am Jahresende | Bevölkerung am Jahresende | Bevölkerung am Jahresende | Wachstums- rate der Be- völkerung (in %) | Geschlechter verhältnis (Frauen auf 1000 Männer) | Rang (unter den 81 Provinzen) |
| Jahr  | gesamt                    | männlich                  | weiblich                  | Wachstums- rate der Be- völkerung (in %) | Geschlechter verhältnis (Frauen auf 1000 Männer) | Rang (unter den 81 Provinzen) |
| ----- | ------------------------- | ------------------------- | ------------------------- | ---------------------------------------- | ------------------------------------------------ | ----------------------------- |
| 2020  | 350.994                   | 180.982                   | 170.012                   | 0,83                                     | 939                                              | 55                            |
| 2019  | 348.115                   | 179.823                   | 168.292                   | −0,37                                    | 936                                              | 55                            |
| 2018  | 349.396                   | 181.970                   | 167.426                   | 2,32                                     | 920                                              | 55                            |
| 2017  | 341.474                   | 176.501                   | 164.973                   | 0,07                                     | 935                                              | 55                            |
| 2016  | 341.225                   | 177.088                   | 164.137                   | 0,23                                     | 927                                              | 55                            |
| 2015  | 340.449                   | 176.929                   | 163.520                   | 0,72                                     | 924                                              | 55                            |
| 2014  | 338.023                   | 174.501                   | 163.522                   | 0,26                                     | 937                                              | 55                            |
| 2013  | 337.156                   | 174.253                   | 162.903                   | −0,03                                    | 935                                              | 55                            |
| 2012  | 337.253                   | 175.365                   | 161.888                   | 0,19                                     | 923                                              | 55                            |
| 2011  | 336.624                   | 175.257                   | 161.367                   | 2,39                                     | 921                                              | 55                            |
| 2010  | 328.767                   | 168.249                   | 160.518                   | 0,08                                     | 954                                              | 56                            |
| 2009  | 328.489                   | 169.492                   | 158.997                   | 0,49                                     | 938                                              | 55                            |
| 2008  | 326.897                   | 168.495                   | 158.402                   | −0,30                                    | 940                                              | 55                            |
| 2007  | 327.886                   | 168.668                   | 159.218                   | −                                        | 944                                              | 55                            |
| 20001 | 388.678                   | 205.820                   | 182.858                   |                                          | 888                                              | 49                            |

1 Zensus 2000

### Volkszählungsergebnisse
Nachfolgende Tabellen geben die bei den 13 Volkszählungen dokumentierten Einwohnerstände der Provinz Bitlis wieder. Die Werte der linken Tabelle sind E-Books (der Originaldokumente) entnommen, die Werte der rechten Tabelle entstammen der Datenabfrage des Türkischen Statistikinstituts – abrufbar über diese Webseite:
| Jahr | Bevölkerung | Bevölkerung | Rang |
| Jahr | Provinz     | Türkei      | Rang |
| ---- | ----------- | ----------- | ---- |
| 1927 | 90.631      | 13.648.270  | 59   |
| 1935 | –           | 16.158.018  | –    |
| 1940 | 68.825      | 17.820.950  | 62   |
| 1945 | 71.950      | 18.790.174  | 62   |
| 1950 | 88.634      | 20.947.188  | 62   |
| 1955 | 106.449     | 24.064.763  | 66   |
| 1960 | 128.966     | 27.754.820  | 66   |

| Jahr | Bevölkerung | Bevölkerung | Rang |
| Jahr | Provinz     | Türkei      | Rang |
| ---- | ----------- | ----------- | ---- |
| 1965 | 154.069     | 31.391.421  | 64   |
| 1970 | 185.473     | 35.605.176  | 63   |
| 1975 | 218.305     | 40.347.719  | 53   |
| 1980 | 257.908     | 44.736.957  | 58   |
| 1985 | 300.843     | 50.664.458  | 53   |
| 1990 | 330.115     | 56.473.035  | 53   |
| 2000 | 388.678     | 67.803.927  | 49   |

Anzahl der Provinzen bezogen auf die Censusjahre:
- 1927, 1940 bis 1950: 63 Provinzen
- 1935: 57 Provinzen
- 1955: 67 Provinzen
- 1960 bis 1985: 73 Provinzen
- 1990: 73 Provinzen
- 2000: 81 Provinzen

## Geschichte
Die Besiedlung von Bitlis mag bis in die Jungsteinzeit zurückgehen, allerdings gibt es keine entwickelte Archäologie in Bitlis. Bitlis gehörte erst zum Reich der Urartäer, danach den Medern und den Persern. Alexander der Große ließ in der Stadt Bitlis eine Burg bauen und taufte die Burg und die Stadt auf den Namen Bedlis nach einem makedonischen Kommandanten. Nach Alexander und den Diadochenreichen fiel Bitlis an die Römer und blieb bis zum 7. Jahrhundert unter der Herrschaft von Byzanz. Nach dem Einfall der Türken fiel Bitlis erst den Ayyubiden, dann den Choresm-Schahs zu. Bitlis wurde auch Opfer der Mongoleneinfälle. 1514 fiel die Provinz an die Osmanen. Da Bitlis an der Grenze zwischen Osmanen und Persern lag, gewährte der Sultan den kurdischen Herrschern der Gegend weitgehende Autonomie. So etablierte sich in Bitlis eine kurdische Dynastie, unter der Bitlis eine kulturelle Blüte erlebte. 1864 wurde es in das Vilâyet Bitlis umgewandelt, das wegen seines damals hohen armenischen Bevölkerungsanteils zu den sechs armenischen Vilâyets (Vilâyat-ı Sitte) gezählt wurde. Nach dem Niedergang der Osmanen und kurzzeitiger Besetzung durch Russland fiel Bitlis an die Türkei.

### Wahlen
Bitlis ist seit Jahren eine Hochburg der Partei für Gerechtigkeit und Aufschwung (AKP) im Südosten der Türkei. Die Demokratische Partei die zweitstärkste Partei.